# Campanula erinus
La campanula minore (nome scientifico Campanula erinus L., 1753) è una pianta erbacea dai fiori blu a forma di campanella appartenente alla famiglia delle Campanulaceae.

## Etimologia
Il nome generico (campanula) deriva dalla forma a campana del fiore; in particolare il vocabolo deriva dal latino e significa: piccola campana.

Dalle documentazioni risulta che il primo ad usare il nome botanico di “Campanula” sia stato il naturalista belga Rembert Dodoens, vissuto fra il 1517 e il 1585. Tale nome comunque era in uso già da tempo, anche se modificato, in molte lingue europee. Infatti nel francese arcaico queste piante venivano chiamate “Campanelles” (oggi si dicono “Campanules” o “Clochettes”), mentre in tedesco vengono dette “Glockenblumen” e in inglese “Bell-flower” o “Blue-bell”. In italiano vengono chiamare “Campanelle”. Tutte forme queste che derivano ovviamente dalla lingua latina. L'epiteto specifico (erinus) ha una etimologia incerta. Dioscoride (Anazarbe, 40 circa – 90 circa), medico, botanico e farmacista greco antico che esercitò a Roma ai tempi dell'imperatore Nerone, usa questo termine (erinus, erinus di primavera, earinoj) per le fioriture precoci di alcune piante (Erinus era considerata una divinità vendicatrice). Altre etimologie fanno derivare il nome dalla parola greca "érion" (= lana) oppure da "erinòn" (= fico selvatico).
Il binomio scientifico della pianta di questa voce è stato proposto da Carl von Linné (1707 – 1778) biologo e scrittore svedese, considerato il padre della moderna classificazione scientifica degli organismi viventi, nella pubblicazione Species Plantarum - 1: 169. 1753 del 1753.

## Descrizione

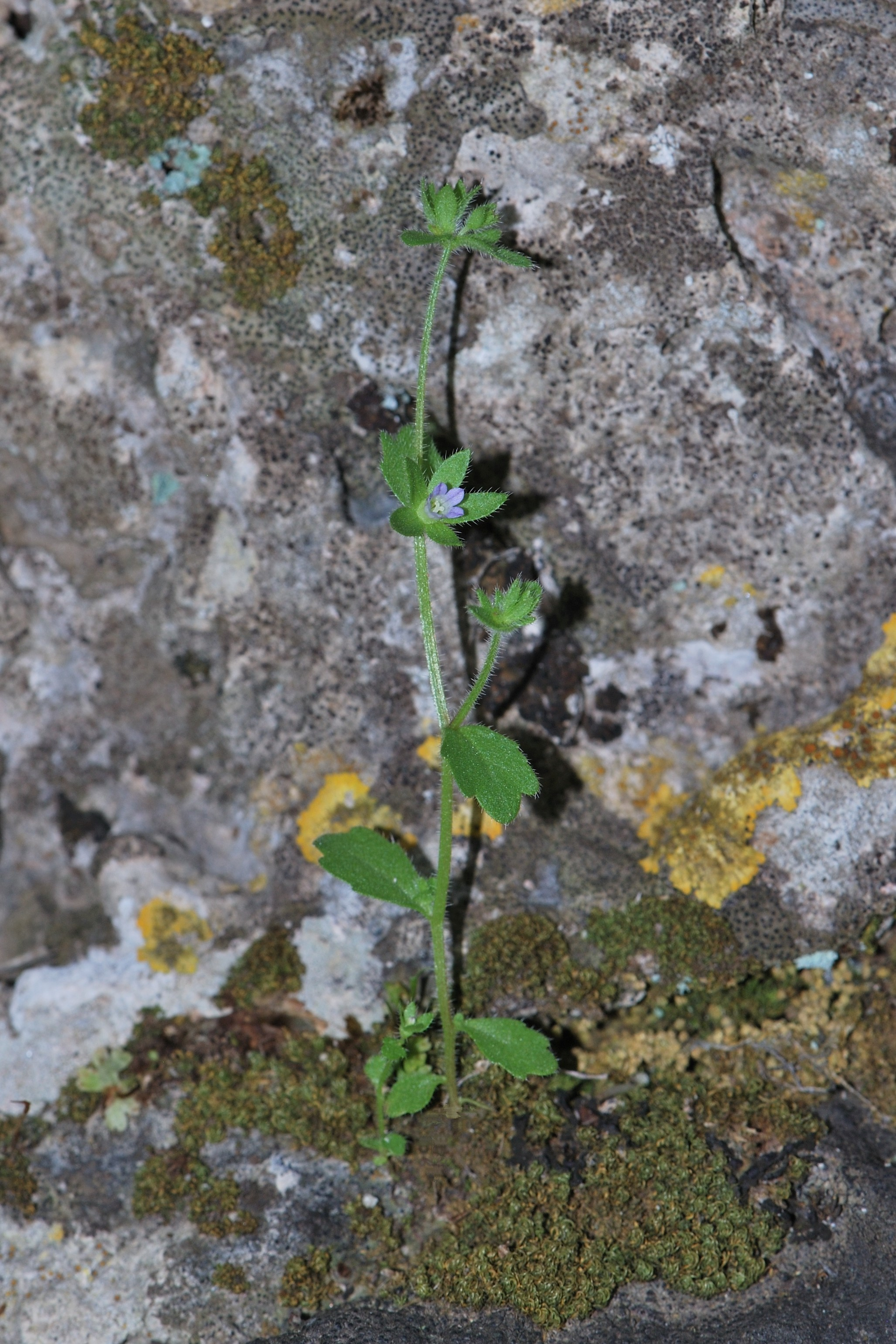
Habitat e habitus

Queste piante possono arrivare fino a 5 – 25 cm di altezza. La forma biologica è terofita scaposa (T scap), ossia in generale sono piante erbacee che differiscono dalle altre forme biologiche poiché, essendo annuali, superano la stagione avversa sotto forma di seme e sono munite di asse fiorale eretto e spesso privo di foglie. Tutta la pianta è ispida. Queste piante contengono inoltre lattice lattescente e accumulano inulina.

### Radici
Le radici sono secondarie da rizoma.

### Fusto
La parte aerea del fusto è prostrata o ascendente con ramificazioni più o meno dicotome.

### Foglie
Le foglie si dividono in basali e cauline. Quelle basali hanno una forma oblanceolato- spatolata; i bordi sono percorsi da denti ottusi. Queste foglie alla fioritura sono generalmente scomparse. Le foglie cauline hanno forme da obovate con 2 - 3 denti per lato. Le foglie sono disposte in prevalenza in modo opposto. Dimensione delle foglie basali: larghezza 1 cm; lunghezza 3 – 4 cm. Lunghezza delle foglie cauline: 1 cm.

### Infiorescenza/Fiore
Le infiorescenze sono formate da fiori subsessili, oppure peduncolati su peduncoli, arcuati nella parte terminale, lunghi 2 – 5 mm. I fiori sono tetra-ciclici, ossia sono presenti 4 verticilli: calice – corolla – androceo – gineceo (in questo caso il perianzio è ben distinto tra calice e corolla) e pentameri (ogni verticillo ha 5 elementi). I fiori sono gamopetali, ermafroditi e attinomorfi. Lunghezza del fiore: 3 – 6 mm.
- Formula fiorale: per questa pianta viene indicata la seguente formula fiorale:

K (5), C (5), A (5), G (2-5), infero, capsula
- Calice: il calice è un tubo terminante con 5 denti (sepali) a forma di lacinia triangolare. Tra un dente e l'altro del calice non è inserita nessuna appendice riflessa. Durante la fruttificazione i sepali s'ingrossano (dimensione: larghezza 2,5 mm; lunghezza 4 mm) e assumono un portamento patente a stella. Lunghezza dei denti prima della fruttificazione: 3 mm.
- Corolla: la corolla campanulata è formata da 5 petali più o meno concresciuti in un tubo lievemente allungato. Il colore è azzurro-violetto pallido. I petali sono privi di ali marginali. Lunghezza della corolla: 3 – 5 mm.
- Androceo: gli stami sono 5 con antere, libere (ossia saldate solamente alla base) e filamenti sottili ma membranosi alla base. Il polline è 3-porato e spinuloso.
- Gineceo: lo stilo è unico con 3 stigmi. L'ovario è infero, 3-loculare con placentazione assile (centrale), formato da 3 carpelli (ovario sincarpico). Lo stilo possiede dei peli per raccogliere il polline.
- Fioritura: da marzo a giugno (agosto).

### Frutti
I frutti sono delle capsule poricide 3-loculare, con deiscenza alla base. La forma è appiattita. I semi sono molto minuti. Diametro della capsula: 4 – 5 mm.

## Riproduzione
- Impollinazione: l'impollinazione avviene tramite insetti (impollinazione entomogama). In queste piante è presente un particolare meccanismo a "pistone": le antere formano un tubo nel quale viene rilasciato il polline raccolto successivamente dai peli dallo stilo che nel frattempo si accresce e porta il polline verso l'esterno.[9]
- Riproduzione: la fecondazione avviene fondamentalmente tramite l'impollinazione dei fiori (vedi sopra).
- Dispersione: i semi cadendo a terra (dopo essere stati trasportati per alcuni metri dal vento, essendo molto minuti e leggeri – disseminazione anemocora) sono successivamente dispersi soprattutto da insetti tipo formiche (disseminazione mirmecoria).

## Distribuzione e habitat

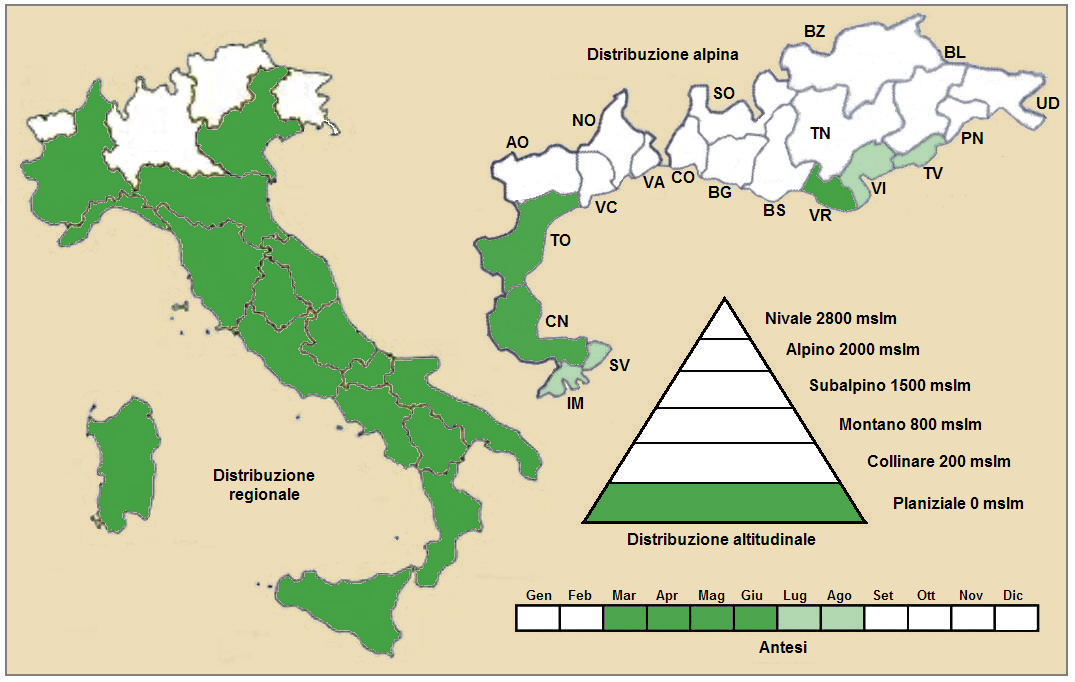
Distribuzione della pianta
(Distribuzione regionale – Distribuzione alpina)

- Geoelemento: il tipo corologico (area di origine) è Steno - Mediterraneo.
- Distribuzione: in Italia questa specie si trova comunemente ovunque isole comprese (non è presente nelle Alpi centrali e orientali). Fuori dall'Italia, sempre nelle Alpi, si trova in Francia (dipartimenti di Alpes-de-Haute-Provence, Alpes-Maritimes, Drôme e Isère). Sugli altri rilievi europei collegati alle Alpi si trova nel Massiccio Centrale e Pirenei.[11] Nel resto dell'Europa si trova lungo le coste mediterranee compresa l'Anatolia e il resto della parte asiatica del Mediterraneo e tutta la costa africana dall'Egitto al Marocco.[12]
- Habitat: l'habitat tipico per questa pianta sono i muri, le rupi ombrose e le zone a oliveto; ma anche le praterie rase e i pascoli aridi del piano collinare. Il substrato preferito è calcareo con pH basico, alti valori nutrizionali del terreno che deve essere arido.[11]
- Distribuzione altitudinale: sui rilievi queste piante si possono trovare fino a 800 m s.l.m.; frequentano quindi i seguenti piani vegetazionali: quello collinare (oltre a quello planiziale – a livello del mare).

### Fitosociologia
Dal punto di vista fitosociologico Campanula erinus appartiene alla seguente comunità vegetale:
Formazione: delle comunità pioniere a terofite e succulente
Classe: Thero-Brachypodietea
Ordine: Thero-Brachypodietalia
Alleanza: Thero-Brachypodion

## Tassonomia
La famiglia di appartenenza della Campanula erinus (Campanulaceae) è relativamente numerosa con 89 generi per oltre 2000 specie (sul territorio italiano si contano una dozzina di generi per un totale di circa 100 specie); comprende erbacee ma anche arbusti, distribuiti in tutto il mondo, ma soprattutto nelle zone temperate. Il genere di questa voce appartiene alla sottofamiglia Campanuloideae (una delle cinque sottofamiglie nella quale è stata suddivisa la famiglia Campanulaceae) comprendente circa 50 generi (Campanula è uno di questi). Il genere Campanula a sua volta comprende 449 specie (circa 50 nella flora italiana) a distribuzione soprattutto circumboreale.

Il numero cromosomico di C. erinus è: 2n = 28.

### Sinonimi
Questa entità ha avuto nel tempo diverse nomenclature. L'elenco seguente indica alcuni tra i sinonimi più frequenti:
- Campanula erinus f. albiflora Maire
- Campanula erinus f. coerulea  Maire
- Campanula nanella  P.A.Smirn.
- Campanula parviflora  St.-Lag.
- Campanula portensis  L.
- Erinia campanula  Noulet
- Erinus campanulata  Nyman
- Roucela erinus  (L.) Dumort.
- Wahlenbergia erinus  (L.) link

## Altre notizie
La campanula minore in altre lingue è chiamata nei seguenti modi:
- (DE)  Leberbalsam-Glockenblume
- (FR)  Campanule èrine